# Edda Rönckendorff
Edda Rönckendorff (* 15. Oktober 1924 in München; † 22. November 1989 in Essen) war eine deutsche Schriftstellerin, Übersetzerin und Verlagslektorin.

## Leben
Edda Rönckendorff wuchs in der Nähe des Bodensees und in Nürnberg auf. Sie beendete 1942 ihre Schulzeit mit dem Abitur in Karlsbad (heute Karlovy Vary) und begann anschließend am Auslandswissenschaftlichen Institut der Universität zu Berlin  Thai und Chinesisch zu studieren mit dem Berufswunsch Diplomatin. Nach der kriegsbedingten Einstellung des Lehrbetriebs erlebte sie das Kriegsende bei ihren Eltern in Karlsbad und flüchtete im Anschluss nach Bad Harzburg. Sie arbeitete dort für die britischen Besatzungstruppen und wechselte 1946 in die Abteilung für die Vergabe von Druck-, Zeitungs- und Verlagslizenzen der Briten in Hamburg. Seit 1947 arbeitete sie als eine der ersten Mitarbeiterinnen nach dem Ende des Zweiten Weltkriegs im Rowohlt Verlag in Hamburg in der Autorenbetreuung. In dieser Funktion unterstützte sie Kurt W. Marek (C.W. Ceram) bei seinem Weltbestseller Götter, Gräber und Gelehrte.
1951 heiratete Edda Rönckendorff den Essener Rechtsanwalt und Notar Helmut Janus. Ihre Anstellung beim Rowohlt Verlag endete, sie übersiedelte nach Essen und war seither als Übersetzerin, Lektorin und Autorin freiberuflich tätig.
Neben Übersetzungen u. a. für den Rowohlt Verlag entstand in den 1950er Jahren ein eigenständiges belletristisches Œuvre. Unter den Pseudonymen „Edda Janson“ und „Felix Voss“ veröffentlichte sie Kurzgeschichten, Glossen und Feuilletonistisches in Tageszeitungen und Frauenzeitschriften wie Constanze, Für Sie und Brigitte.
Mitte der 1960er Jahre intensivierte Edda Rönckendorff ihre Tätigkeit stark und arbeitete vor allem als Übersetzerin aus dem Englischen und Amerikanischen für u. a. die Verlage Rowohlt, Scherz und Europäische Verlagsanstalt EVA. Sie übersetzte Werke von Agatha Christie, Arthur Miller, Harry Kemelman, John Trenhaile, u. v. a. Die Übersetzungen erschienen unter ihrem richtigen Namen Edda Janus. Als Lektorin begutachtete sie für ihre Verlage ausländische Bücher auf ihre Eignung für den deutschsprachigen Markt.
Ab 1980 trat Edda Rönckendorff unter ihrem Mädchennamen als Romanautorin beim Scherz Verlag in Bern hervor. Schon ihr Erstlingsroman Sag mir ein neues Wort für Liebe war am Buchmarkt sehr erfolgreich. Es folgte der Roman Die Enkelin, eine Familiengeschichte von der Kaiserzeit bis ins Nachkriegsdeutschland, der sich längere Zeit in der Bestsellerliste hielt und sechsstellige Verkaufszahlen erreichte. Die beiden folgenden Romane Die Erinnerung und Fahrt nach Leopoldsbad haben stark autobiographische Züge, indem sich ersterer nach dem Tod ihres Ehemannes Helmut Janus mit dem Thema Tod/Verschwinden eines Angehörigen befasst und letzterer mit dem Kriegserleben junger Menschen im Sudetenland und der Rückkehr dorthin im späteren Leben. Es folgten die Romane Ein Familientreffen aus dem Theatermilieu und mit Der Nebelmann ein weiterer Liebesroman. Das schriftstellerische Werk wird ergänzt durch die beiden Erzählungsbände Hexen haben‘s heute schwer und (postum) Glück im Winkel.
In ihrer kurzen Schaffensphase als Romanautorin von 1980 bis 1989 gehörte Edda Rönckendorff zu den meistgelesenen und verkauften deutschen Schriftstellerinnen.

## Werke (Auswahl)

### Als Autorin
Romane
- Sag mir ein neues Wort für Liebe. Scherz Verlag, Bern, München 1980.
- Die Enkelin. Roman einer deutschen Familie durch drei Generationen. Scherz Verlag, Bern, München 1982.
- Die Erinnerung. Roman eines wiedergefundenen Lebens. Scherz Verlag, Bern, München 1984.
- Fahrt nach Leopoldsbad, Scherz Verlag, Bern, München 1986.
- Ein Familientreffen. Scherz Verlag, Bern, München 1988,
- Der Nebelmann. Scherz Verlag, Bern, München 1989.

Erzählungen
- Hexen haben's heute schwer. Scherz Verlag, Bern, München 1987.
- Glück im Winkel, Scherz Verlag. Bern, München 1992.

### Als Übersetzerin (Auswahl)
- Agatha Christie: Die vergessliche Mörderin ("Third Girl"). Scherz Verlag, Bern, München 1968.
- Agatha Christie: Lauter reizende alte Damen („By the pricking of my thumbs“). Scherz Verlag, Bern, München 1971.
- Agatha Christie: Alter schützt vor Scharfsinn nicht („Postern of fate“). Scherz Verlag, Bern, München 1981.
- Rae Foley: Bereu, wenn du kannst („Repent at leisure“). Scherz, München 1968.
- Paul Geddes: Warum schriftlich, Herr Minister? ("The high game"). Rowohlt Taschenbuch Verlag, 1970.
- H.R.F. Keating: Inspector Ghote geht zum Film ("Filmi, filmi, Inspector Ghote"). Rowohlt Taschenbuch Verlag, Reinbek 1978.
- Harry Kemelman: Am Dienstag sah der Rabbi rot ("Tuesday the Rabbi saw red"). Rowohlt Taschenbuch Verlag, Reinbek 1975.
- Dean R. Koontz: Ein Freund fürs Sterben ("The voice of the night"). Rowohlt Taschenbuch Verlag, Reinbek 1982.
- Victoria Lincoln: Eine unmögliche Familie. („February Hill“). Rowohlt Verlag, Hamburg 1951.
- Edmund McGirr: Mitgeworben – mitgestorben ("Here lies my wife"). Scherz Verlag, Bern, München 1969.
- Arthur Miller: Das Jahr, in dem alles zerbrach. L76 Demokratie und Sozialismus. Politische und literarische Beiträge, Hrsg. Heinrich Böll, Günter Grass und Carola Stern, Europäische Verlagsanstalt, Köln 1976 Heft 1.
- Thomas B. Reagan: Sturzflug ins Jenseits („The big fall“). Scherz Verlag, Bern, München 1970.
- Michael Underwood: Ich verweigere die Aussage („Murder made absolute“). Scherz Verlag, Bern, München 1967.